# ب‌ام‌و سری ۵ گرن توریزمو

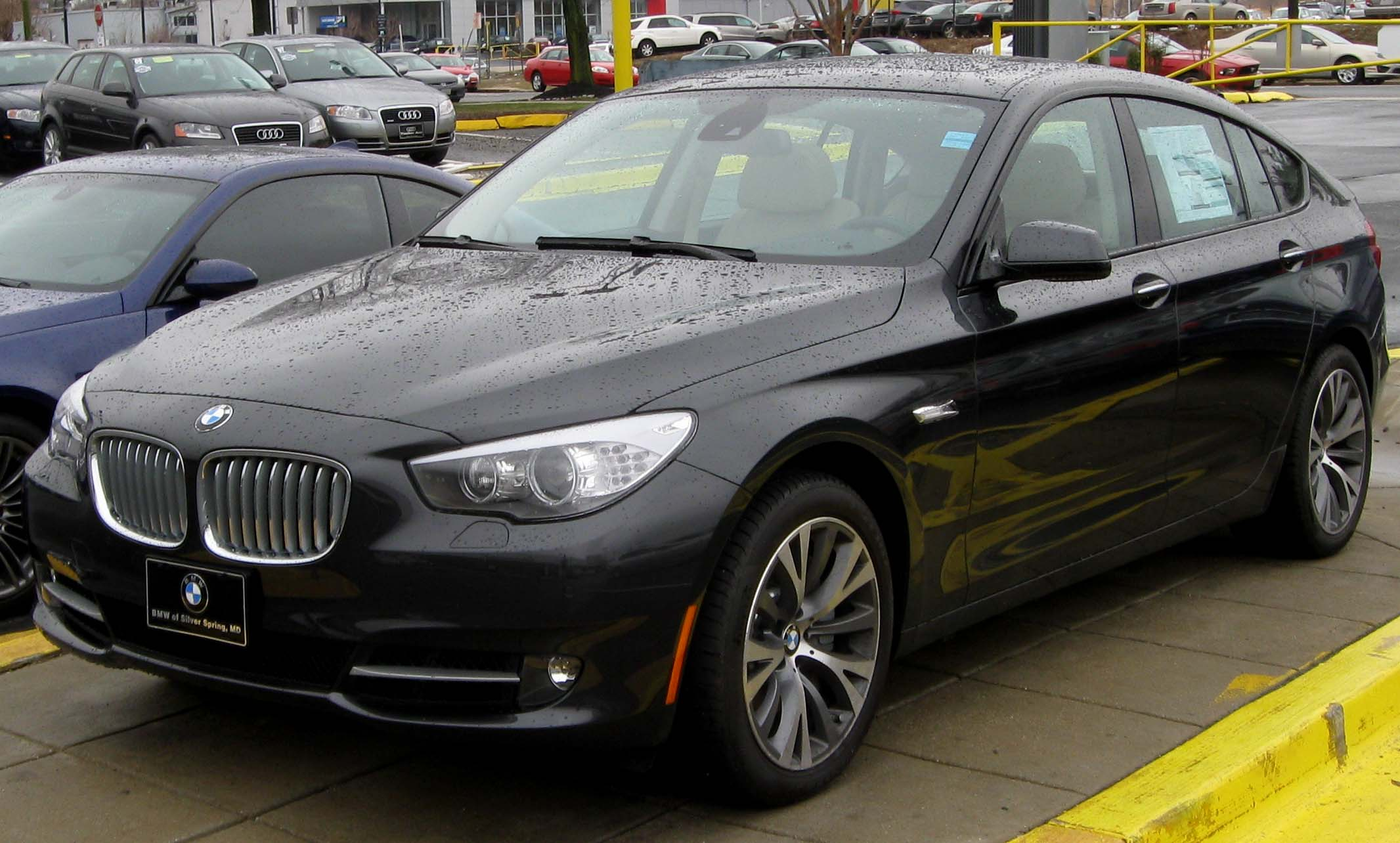

ب‌ام‌و سری ۵ گرن توریزمو (BMW ۵ Series Gran Turismo) یک خودرو لوکس سایز متوسط است که در سال ۲۰۰۹ در نمایشگاه ژنو معرفی و در آلمان تولید می شود. طراحی آن خودروهای موتور جلو-محور عقب بوده است. سیستم جعبه‌دندهٔ آن ۸ دنده به صورت خودکار است.